# Sisto Vinciguerra
Pour les articles homonymes, voir Vinciguerra.
Sisto Vinciguerra (né à Alatri dans la province de Frosinone, le 17 avril 1815, mort à Gênes, le 4 février 1871) est un avocat et homme politique italien.

## Biographie
Sisto Vinciguerra est diplômé en jurisprudence à Rome, où il exerce en tant qu'avocat.
Il démontre ses grandes connaissances juridiques en publiant l'ouvrage Declaratorie officiali di vari paragrafi del Regolamento legislativo e giuridico.
Républicain dans l’âme et patriote distingué, il est député de l’Assemblée constituante de la République romaine en 1849 et vice-président du Circolo Popolare di Roma.
À la suite de la restauration des États pontificaux, il part en exil à Gênes, où il meurt le 4 février 1871.

## Œuvre
- (it) Declaratorie officiali di varii paragrafi del regolamento legislativo e giudiziario del 10 novembre 1834, Tip. Menicanti, 1847, 149 p. (lire en ligne)

## Source
- (it) Cet article est partiellement ou en totalité issu de l’article de Wikipédia en italien intitulé « Sisto Vinciguerra » (voir la liste des auteurs).